# Hong Myong-hi
Hong Myong-hi (hangeul : 홍명희 ; hanja : 洪命熹 ; RR : Hong Myeong-hui ; MR : Hong Myŏng-hǔi) est un écrivain et homme politique nord-coréen né le 3 juillet 1888 et mort le 5 mars 1968.
Il choisit de devenir écrivain pour protester contre l'interdiction de la langue coréenne par les Japonais, puis rejoignit la Corée du Nord en 1948 lors de la partition de la péninsule.
Hong Myong-hi a été vice-premier ministre de la république populaire démocratique de Corée ou Corée du Nord. Il est le grand-père de l'écrivain Hong Sok-jung.
À la suite de la publication en Corée du Sud du dernier roman publié par Hong Myong-hi, Im Kkok-chong, qui romance la vie de Im Kkŏk-Chŏng, genre de robin des Bois coréen du XVIe siècle, la Corée du Nord et la Corée du Sud sont parvenus à un accord garantissant le respect des droits d'auteur des œuvres des auteurs nord-coréens. 

## Source
- (en) times.hankooki.com Le quotidien sud-coréen « Korea Times », article du 19 avril 2005 de Park Song-wu.

## Sources
- Philippe Pons, « La voix de la réconciliation coréenne », in « Le Monde des livres », vendredi 21 octobre 2005.